# 20 zlatnih hitova (Dražen Zečić)
20 zlatnih hitova je kompilacijski album hrvatskog pjevača Dražena Zečića koji je izdan 2006. od strane izdavačke kuće Scardona.
Popis pjesama
1. Ima li nade za nas (duet s Anđelom Kolar)
2. Pokidat ću lance sve
3. Sedam godina
4. Nitko nema dva života
5. Opiti nikad se neću
6. U ime ljubavi
7. Volio bih da te vidim sretnu
8. Lišo bez punta
9. Poljubi me jednom za kraj
10. Govore mi mnogi ljudi
11. Sto i jedan život
12. E, moj ćaća
13. Ako je sretneš
14. Nisam ja
15. Bijeli veo
16. Opraštam se noćas
17. Zagrli me noćas jače
18. Ako odem prijatelji
19. Ni od koga milost neću
20. Boem u duši